# Diskordance
Diskordance, též nekonformita, je geologický jev, kdy na sebe nasedají vrstvy zemské kůry, mezi jejichž usazením uplynulo delší časové období.
Na dně moře, sladkovodních jezer, v říčních nivách a podobně dochází k postupnému usazování (sedimentaci) úlomků hornin. Tyto úlomky jsou usazovány zpravidla ve vodorovných vrstvách. Tyto vrstvy mohou být následně zpevněny. Vrstvy, které byly takto kontinuálně (bez přerušení) usazeny, jsou v konkordanci.
V důsledku horotvorných procesů (vrásnění) může dojít k přerušení sedimentace. Důvodem může být vyzdvižení dna nad úroveň vodní hladiny. Původně vodorovné vrstvy jsou při těchto pochodech zpravidla různě zdeformovány. Po vyzdvižení jsou horniny vystaveny erozi a následnému odnosu (denudaci). Pokud později dojde k novému zaplavení území (transgresi), např. vlivem zvednutí hladiny světového oceání nebo poklesem zemské kůry, sedimentace pokračuje a na původní vrstvy se ukládají vrstvy další. Mezi staršími a mladšími vrstvami je zpravidla ostrý přechod. Chybějí mezi nimi vrstvy, které by rerezentovaly určité geologické období. Vztah mezi sousedními vrstvami pocházejícími v důsledku přerušení sedimentace ze vzdálených geologických období se nazývá diskordance. Časové období, po které byla sedimentace přerušena, nazýváme stratigrafický hiát.

## Typy diskordancí

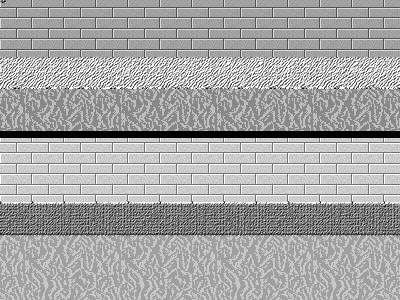
Skrytá diskordance

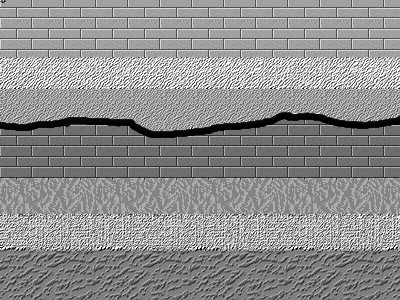
Diskordance s výrazně erodovaným podložím

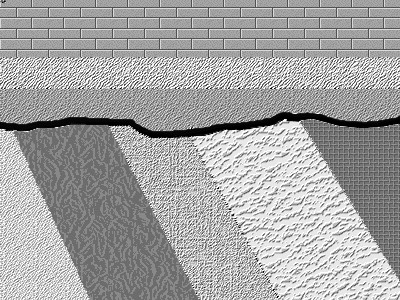
Úhlová diskordance

### Skrytá diskordance
Při skryté diskordanci (též parakonformitě) došlo k přerušení usazování na relativně krátkou dobu. Za tuto dobu ještě nestačilo dojít významnému rozrušení starších vrstev. Starší a mladší vrstvy na sebe plynule navazují jako při konkordanci, ale scházejí mezi nimi usazeniny reprezentující určité období.
Tento typ diskordance je obtížné odlišit od konkordance. Při konkordantním uložení vrstev mohou být ostré přechody mezi vrstvami. Ty jsou způsobeny rychlými změnami podmínek pro usazování (pokles nebo zdvih dna). Na rozdíl od skryté diskordance však nedošlo k přerušení sedimentace. Ve vrstevním sledu nechybějí žádné vrstvy odpovídající určitému období.

### Diskordance s výrazně narušeným podložím
Tento typ diskordance bývá na odkryvech dostatečně patrný. Mezi jednotlivými obdobími zaplavení uplynula dlouhá doba bez usazování (hiát). Starší vrstvy byly v této době značně rozrušeny, často nerovnoměrně. Usazeniny pak v pozdějším období zaplnily nerovnosti vzniklé ve starších vrstvách.

### Úhlová diskordance
Při úhlové (též zjevné) diskordanci byly starší horniny během hiátu výrazně narušeny erozí. Kromě toho tyto vrstvy byly vystaveny deformačním tlakům během vrásnění. Kombinace působení tlaků a eroze vyústila v současnou podobu vrstev. Když pak později došlo k novému zaplavení území, byly vodorovně usazeny nové vrstvy, které nejsou se starými vrstvami rovnoběžné, ale svírají s nimi určitý úhel.
|  |  |  |